# MTU 에어로 엔진스

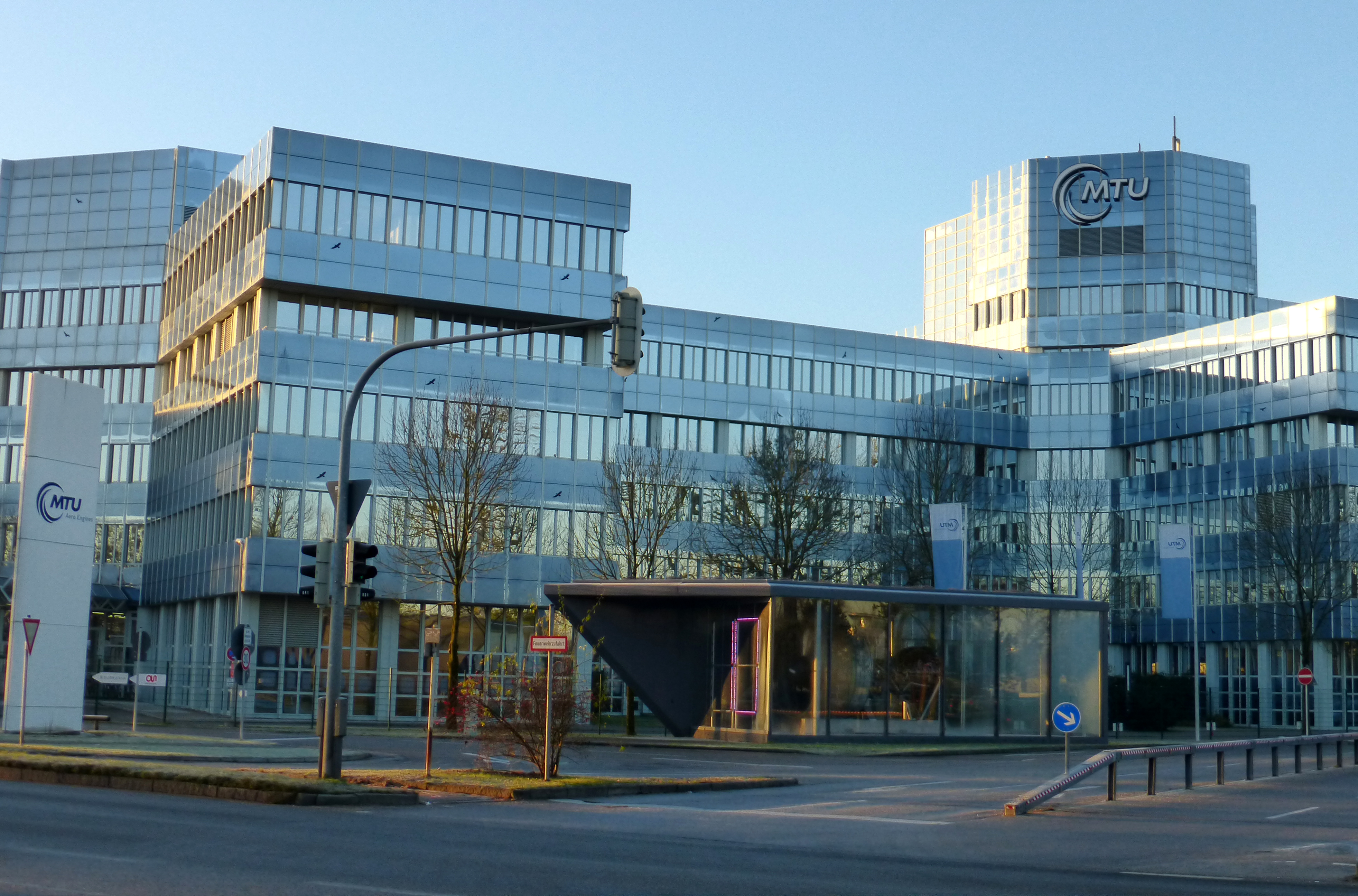

MTU 에어로 엔진스(MTU Aero Engines)는 독일의 항공기 엔진 제조사이다. MTU는 군용 및 민간용 항공기 엔진을 위한 서비스 지원을 제공하고 개발, 제조한다. MTU 에어로 엔진스의 이전 사명은 MTU München이었다.
본사는 독일 뮌헨에 위치해 있으며 1934년 12월 22일 설립되었다.

## 제품

### 민간용
출처:
- PW4000Growth - Pratt & Whitney와 파트너십을 맺고 개발
- PW1000G - Pratt & Whitney와 파트너십을 맺고 개발
- PW2000 - Pratt & Whitney와 파트너십을 맺고 개발
- PW6000 - Pratt & Whitney와 파트너십을 맺고 개발
- PW300 - Pratt & Whitney와 파트너십을 맺고 개발
- PW500 - Pratt & Whitney와 파트너십을 맺고 개발
- JT8D - Pratt & Whitney와 파트너십을 맺고 개발
- GP7000 - Engine Alliance와 파트너십을 맺고 개발
- V2500 - International Aero Engines와 파트너십을 맺고 개발
- GEnx - General Electric와 파트너십을 맺고 개발
- GE90 - General Electric와 파트너십을 맺고 개발
- GE9x - General Electric와 파트너십을 맺고 개발
- CF6, subcontracting to General Electric.
- LM 2500,[2] LM5000, LM6000, LMS100 - General Electric와 파트너십을 맺고 개발
- CFM56, subcontracting to CFM International.

### 군사용
출처:
- TP400, as part of the Europrop International consortium.
- EJ200, as part of the EuroJet Turbo GmbH consortium.
- MTR390, as part of the MTU Turbomeca Rolls-Royce (MTR) consortium.
- RB199, as part of the Turbo-Union consortium.
- F414, subcontracting to General Electric.
- F110, subcontracting to General Electric.
- J79 - General Electric와 파트너십을 맺고 개발
- GE38 - General Electric와 파트너십을 맺고 개발
- T64 - General Electric와 파트너십을 맺고 개발